# Babuškinskaja
Babuškinskaja (in russo Бабушкинская?) è una stazione della Metropolitana di Mosca, situata sulla Linea Kalužsko-Rižskaja.
Prende il nome da Michail Babuškin (1893–1938), aviatore polare. Babuškinskaja è una stazione a singola volta, decorata con marmo grigio. Tutti i segnali e gli impianti di illuminazione sono attaccati al soffitto, pertanto la banchina è completamente aperta, eccetto per alcune panchine minimaliste situate lungo l'asse centrale. Al termine della banchina, sopra le scale di uscita, vi è una scultura di A. M. Mosichuk che commemora il volo sull'Artico di Babushkin. La stazione fu inaugurata nel 1978 e i suoi architetti furono Klokov e Popov.
Gli ingressi della stazione sono situati all'incrocio tra le vie Yenisejskaja e Menžinskogo.